# Раковица (Болгария)
Раковица (болг. Раковица) — село в Болгарии. Находится в Видинской области, входит в общину Макреш. Население составляет 569 человек.
В селе расположен православный Раковишский монастырь Пресвятой Троицы.

## Люди, связанные с селом
- Андрей Гуляшки (1914—1995) — писатель, уроженец села.
- Андрей Пантев (род. 1939) — болгарский историк.